# Salinas (Urugwaj)
Salinas – miasto w departamencie Canelones w Urugwaju. Położone jest na części wybrzeża estuarium La Platy o nazwie Costa de Oro, na 39 kilometrze drogi krajowej Ruta Interbalnearia. Przebiegają tędy także drogi Ruta 10 oraz Ruta 87. Graniczy od zachodu z Pinamar-Pinepark, a od wschodu z Marindią.

## Historia
Salinas uzyskało status miasta 1 czerwca 1982 roku na mocy Ustawy nr 15.283

## Ludność
W 2004 populacja miasta wynosiła 6 574 mieszkańców. Według prognoz w 2010 roku jego populacja miała wynosić 16 874 mieszkańców.
| Rok  | Populacja |
| ---- | --------- |
| 1963 | 5,693     |
| 1975 | 6,594     |
| 1985 | 7,001     |
| 1996 | 6,828     |
| 2004 | 6,992     |

Źródło: Instituto Nacional de Estadística de Uruguay.